# Mastrus melanocephalus
Mastrus melanocephalus är en stekelart som först beskrevs av Smits van Burgst 1913.  Mastrus melanocephalus ingår i släktet Mastrus och familjen brokparasitsteklar. Inga underarter finns listade i Catalogue of Life.